# Зеон-Зеебрук
Зеон-Зеебрук (нім. Seeon-Seebruck) — громада в Німеччині, розташована в землі Баварія. Підпорядковується адміністративному округу Верхня Баварія. Входить до складу району Траунштайн.
Площа — 47,92 км2. Населення становить 4458 ос. (станом на 31 грудня 2020).